# Elaltitan
Elaltitan is een geslacht van plantenetende sauropode dinosauriërs, behorend tot de groep van de Titanosauriformes, dat tijdens het late Krijt leefde in het gebied van het huidige Argentinië. De enige benoemde soort is Elaltitan lilloi.

## Vondst en naamgeving
In 1979 beschreef José Bonaparte een gedeeltelijk skelet van een jonge sauropode, gevonden tussen een bocht van de Senguerr en de Pampa de María Santísima in de provincie Chubut in Patagonië en wees het toe aan Antarctosaurus. In 1986 wees Jaime Powell het exemplaar toe aan Argyrosaurus superbus. Ook over de laatste toewijzing bestond als gauw grote twijfel; Argyrosaurus functioneerde indertijd als een verzamelnaam voor alle sauropode vondsten uit het gebied. Ten dele werd die twijfel in latere publicaties uitgedrukt door van een Argyrosaurus sp. te spreken. In 2012 concludeerden Philip Mannion en Alejandro Otero dat de aanduiding Argyrosaurus beperkt moest blijven tot het typespecimen van dat taxon. Voor het skelet uit 1979 benoemden ze een aparte soort: Elaltitan lilloi. De geslachtsnaam is afgeleid van Elal, een reus en cultuurheld uit de mythologie van de Tehuelche, de meer oorspronkelijke bewoners van Patagonië; en het Griekse Titaan. De soortaanduiding eert de Argentijnse natuurvorser professor Miguel Ignacio Lillo, waarnaar ook het Instituto Miguel Lillo vernoemd is waar Powell werkt.
Het holotype, PVL 4628/MACN-CH 217, is gevonden in een laag van de onderste Bajo Barreal-formatie die dateert uit het Turonien, ongeveer negentig miljoen jaar oud. Het bestaat uit een gedeeltelijk skelet zonder schedel van een jong dier. Bewaard zijn gebleven: drie losse ruggenwervels, twee losse staartwervels en uitgebreidere delen van de voorste en achterste ledematen, waaronder de linkerschoudergordel, een linkervoorpoot zonder hand, een rechterellepijp, een rechterdijbeen, een rechtervoet en een linkeronderbeen zonder voet. De elementen van het skelet zijn verspreid over twee collecties: die van het Instituto Miguel Lillo ("PVL") en de Collección Chubut van het Museo Argentino de Ciencias Naturales "Bernardino Rivadavia", alwaar de wervels zich nu bevinden.

## Beschrijving
Het holotype van Elaltitan betreft een jong exemplaar zodat de volwassen omvang moeilijk kan worden vastgesteld. Het linkeropperarmbeen heeft een lengte van honderddertig centimeter wat wijst op een lichaamslengte van een kleine twintig meter en een gewicht van zo'n twintig ton. De geschatte lengte van het onvolledige dijbeen, 2,3 meter, is hiermee in overeenstemming. De voorste ledematen inclusief schoudergordel zijn dan ongeveer even lang als de achterste zodat de rug iets schuin naar voren oploopt.
De beschrijvers hebben één autapomorfie, unieke afgeleide eigenschap, weten vast te stellen: de voorste staartwervels hebben een wervelboog die zich beperkt tot de voorste helft van het wervellichaam. Verder toont Elaltitan een unieke combinatie van eigenschappen: op de middelste ruggenwervels loopt vanuit de achterkant van de gebruikelijke richel tussen het wervellichaam en de diapofyse een andere richel omhoog en eindigt tussen de diapofyse en het achterste gewrichtsuitsteeksel; de opgaande tak van het sprongbeen reikt achterwaarts niet tot aan de achterrand van het sprongbeen; een calcaneum is aanwezig. Het is echter de eerste keer dat dit element bij titanosauriërs is aangetroffen; het kan zijn dat het bij andere soorten toevallig niet ontdekt is.
De ruggenwervels van Elaltitan hebben niet zo'n diepe zijdelingse uithollingen, pleurocoelen. De doornuitsteeksels en wervelbogen zijn hoog. De voorste staartwervels zijn slechts licht opisthocoel, bol van voren. De middenvoet heeft een basale morfologie.

## Fylogenie
Elaltitan is door de beschrijvers in de Lithostrotia geplaatst. De soort deelt kenmerken met andere afgeleide Titanosauria zoals Neuquensaurus, Opisthocoelicaudia, Rapetosaurus, Saltasaurus en Trigonosaurus.